# Alexandr Sokurov
Alexandr Nikolaevitch Sokurov (em russo:  Александр Николаевич Сокуров; Podorvikha, distrito de Irkutsk, 1951) é um cineasta russo. Suas obras mais significativas incluem um longa-metragem, Arca Russa (2002), filmado em um único tiro não editado, e Faust (2011), que foi homenageado com o Leão de Ouro, o maior prêmio para o melhor filme no Festival de Cinema de Veneza.

## Biografia
Seu pai era um oficial militar, veterano da Segunda Guerra Mundial. Durante a infância de Sokurov, sua família frequentemente se mudou de uma cidade à outra, por isso seus estudos se iniciaram na Polônia, tendo se formado no Turcomenistão. Após terminar o ensino médio em 1968, Sokurov entrou para a Universidade Gorky, no Departamento de História. Como estudante, participou da equipe da Televisão Gorky, como assistente técnico de produção, e posteriormente como assistente de produção. Durante seu trabalho no canal de televisão, Sokurov obteve grande experiência em tecnologia de filme e televisão. Aos 19 anos, ele produziu seus primeiros programas de TV. No curso de seis anos na Televisão Gorky, Sokurov produziu vários filmes e programas ao vivo.
Em 1974, Sokurov concluiu o curso de História. No ano seguinte, se torna estudante do Departamento de Produção do famoso instituto VGIK, de Moscou, onde estudou Tarkovski, de entre outros famosos diretores russos. Em 1979, Sokurov foi forçado a se retirar do Instituto VGIK, devido a conflitos com a administração: suas produções como estudantes foram consideradas inaceitáveis, e ele foi acusado de formalismo e de perspectivas anti-soviéticas.
Seu primeiro longa-metragem, que posteriormente recebeu diversos prêmios, “Odinokiy golos cheloveka” (a voz solitária de um homem), foi recusado como projeto final de graduação. Foi nesse momento que ele recebeu o apoio de Andrei Tarkovski, que demonstrou muita admiração pelo primeiro trabalho de Sokurov. A amizade entre Sokurov e Tarkovski se manteve quando este deixou a Russia.
Com uma carta de recomendação de Tarkovski, Sokurov conseguiu um emprego no estúdio “Lenfilm” em 1980, onde produziu seus primeiros longas. Na mesma época, Sokurov trabalhou no Estúdio Leninegrado de Filmes Documentais, onde produziu todos os seus documentários, em diferentes momentos de sua vida.
Os primeiros filmes de Sokurov em Leninegrado foram recebidos negativamente pelas lideranças do Partido Comunista. Por um longo período, até as reformas democráticas dos anos 80, nenhum de seus filmes recebeu aprovação para exibições públicas pela censura soviética. No fim da década de 80, alguns de seus primeiros longas e documentários foram liberados para exibição e representaram a indústria cinematográfica russa em diversos festivais internacionais. Nos anos de 80 e 90, ele produziu vários filmes de ficção e documentários em um único ano.
Nessa época, Sokurov estava envolvido em programas de rádio não-comerciais voltados para os jovens, e ministrou uma disciplina de direção para jovens no Estudio Lenfilm. Em 1998–1999 ele dirigiu um programa de televisão, “Ostrov Sokurova” (A Ilha de Sokurov), em que se discutia o lugar do cinema na contemporaneidade.
No final da década de 1990, Sokurov começou a se familiarizar com as tecnologias de vídeo. Ele produziu vários documentários, muitos deles feitos no Japão, para companhias de televisão japonesas, devido ao entusiasmo e generosidade de amigos japoneses do diretor. Ele tem recebido homenagens em vários festivais internacionais, e seus filmes têm sido exibidos em vários países estrangeiros. Em 1995, a European Film Academy adicionou Sokurov à sua lista de 100 maiores diretores do cinema mundial.
Em 2011 venceu o Leão de Ouro do Festival Internacional de Cinema de Veneza com o filme Faust.

## Filmografia
- The Lonely Voice of Man (Одинокий голос человека, 1978–1987)
- The Degraded (Разжалованный, 1980)
- Mournful Unconcern (Скорбное бесчувствие, 1983–1987)
- Empire (Ампир, 1986)
- Days of Eclipse (Дни затмения, 1988)
- Save and Protect (Спаси и сохрани, 1989)
- The Second Circle (Круг второй, 1990)
- Stone (Камень, 1992)
- Whispering Pages (Тихие страницы, 1993)
- Mother and Son (Мать и сын, 1997)
- Moloch (Молох, 1999)
- Taurus (Телец, 2001)
- Russian Ark (Русский ковчег, 2002)
- Father and Son (Отец и сын, 2003)
- The Sun (Солнце, 2004)
- Alexandra (Александра, 2007)
- Faust (2011) (Фауст, 2011)
- Two Brothers and a Sister (TBC)
- Maria (1988)[5]